# Teoria Pura do Direito
Teoria Pura do Direito (em alemão Reine Rechtslehre) é uma das obras de Hans Kelsen, filósofo e jurista austríaco - naturalizado estadunidense - sendo a mais famosa destas. Escrito em 1934, o livro se insere nos cânones da escola juspositivista.
Nessa obra, Kelsen busca desenvolver uma teoria científica do direito, definindo a ciência jurídica como campo de estudo cujo objeto são as normas jurídicas positivas. O autor sustenta a necessidade de renunciar ao até então enraizado costume de defender ideais políticos, de caráter subjetivo, em nome de uma ciência do direito supostamente objetiva.
A teoria proposta neste livro foi provavelmente a teoria mais influente do direito produzida durante o século XX. É, pelo menos, um dos pontos altos da teoria jurídica modernista.

## Pureza metodológica e objetivismo científico
A Teoria Pura do Direito de Kelsen pretendia elevar o direito à altura de uma ciência genuína, aproximando tanto quanto possível os seus resultados dos ideais de toda ciência: objetividade e exatidão.
Em sua busca por uma descrição neutra e objetiva do fenômeno jurídico, o autor procura desvencilhar o direito de todos os elementos que lhe são estranhos, pertencentes a outras ciências como a psicologia, a sociologia, a ética e a teoria política. Sua pureza derivaria, portanto, de seu postulado metodológico fundamental, qual seja, não fazer quaisquer considerações que não sejam estritamente jurídicas, nem tomar nada como objeto de estudo senão as normas jurídicas. Kelsen pretendia construir uma ciência jurídica objetiva e clara, que se abstivesse de julgar segundo quaisquer critérios de justiça as normas que buscava descrever e explicar.
É importante ressaltar que Kelsen não busca criar uma "teoria do direito puro", ou seja, ele não nega a ligação existente entre o direito, a política, a sociologia e outros ramos das ciências sociais, nem tenta eliminar essas relações. Ele simplesmente afirma que a ciência jurídica é ciência autônoma, que não se confunde com política do direito e não deve, portanto, se contaminar por ideologias políticas:

## Objeto de estudo
A teoria kelseniana pressupõe uma identidade entre o direito e as normas jurídicas. Assim, o objeto de estudo da ciência jurídica seriam as normas jurídicas. As condutas humanas, por sua vez, só seriam objeto de estudo desta ciência na medida em que constituíssem o conteúdo das normas jurídicas.
Na Teoria Pura do Direito, o estudo do direito divide-se, basicamente, em dois grandes ramos:
- Teoria estática do direito: concentra-se sobre as normas em vigor, reguladoras da conduta humana, e estuda a pessoa como sujeito jurídico, a capacidade jurídica, a relação jurídica, o dever, a sanção, a responsabilidade, os direitos subjetivos e as competências;[2]

- Teoria dinâmica do direito: concentra-se sobre as normas em vigor que regulamentam o processo jurídico em que o direito é produzido e aplicado e estuda o fundamento de validade da ordem normativa e a estrutura escalonada da ordem jurídica(as relações hierárquicas entre as normas).[3]

A Teoria Pura do Direito chegou a algumas conclusões amplamente aceitas na atualidade, tais como a identidade entre Estado e direito, a redução da pessoa física à pessoa jurídica, a redução do direito subjetivo a direito objetivo e da autorização ao dever e a negação do caráter de direito internacional ao chamado direito internacional privado.

## Separação entre ser e dever ser
A base da Teoria Pura do Direito é a distinção fundamental elaborada por Kelsen entre o que ele denomina "ser" e "dever ser".
O âmbito do ser seria o mundo natural, explicado pelas ciências naturais com base nas premissas de verdadeiro/falso. Este domínio obedeceria ao princípio da causalidade, segundo o qual uma causa conduz a um efeito (quando A é, B é), sendo que o número de elos de uma série causal seria ilimitado. As leis naturais predizem eventos futuros e podem ser confirmadas ou não. Em não sendo aplicáveis, são falsas e devem ser substituídas.
Já o âmbito do dever ser diria respeito às normas, enquanto atos de vontade que se dirigem intencionalmente a uma conduta considerada obrigatória tanto pelos indivíduos que põe as regras quanto do ponto de vista de um terceiro desinteressado, e que vinculam seus destinatários.  O dever ser insere-se no domínio das ciências sociais e se explica não com base nas premissas de verdadeiro/falso, mas de válido/inválido. Este domínio obedeceria ao princípio da imputação (quando A é, B deve ser), sendo que o número de elos de uma série imputativa é necessariamente limitado. As leis jurídicas prescrevem, autorizam ou permitem condutas e admitem um certo grau de não aplicação, ou ineficácia, que não conduz à sua anulação.
Segundo a Teoria Pura, a ciência jurídica não pretende com as proposições jurídicas por ela formuladas mostrar a conexão causal, mas a conexão de imputação entre os elementos de seu objeto.
A conduta humana (ser) só adquire uma significação jurídica quando coincide com uma previsão normativa válida (dever ser). A conduta humana pode se conformar ou contrariar uma norma e, dessa forma, pode ser avaliada como positiva ou negativa. Já as normas são estabelecidas por atos de vontade humana e, por este motivo, os valores através delas constituídos são arbitrários e relativos. Com efeito, outros atos de vontade humana poderiam produzir outras normas, diversas das primeiras e, assim, constituir outros valores. A separação entre "ser" e "dever ser" permite, assim, que a teoria jurídica desenvolvida por Kelsen independa do conteúdo material das normas jurídicas.
A separação entre "ser" e "dever ser" não é, todavia, absoluta. Embora Kelsen chame atenção para o fato de que a validade de uma norma, o dever de se conduzir da forma como a norma determina, não pode ser confundida com a eficácia da norma, ou seja, com o fato de que as pessoas efetivamente assim se conduzem, admite que uma ordem coercitiva só pode ser considerada válida quando seja globalmente eficaz.
As normas jurídicas gerais criadas pela via legislativa são normas conscientemente postas, ou seja, estatuídas. Já os atos que constituem o fato legislação são atos produtores de normas, ou também chamados atos instituidores de normas, denotando um sentido subjetivo de dever-ser. Assim, através da constituição, o sentido subjetivo é alçado a uma significação objetiva, o que transforme o fato legislativo como fato produtor do direito.

## Legislação e costume
Kelsen admite que o escalão imediatamente seguinte ao da constituição constitui-se pelas normas gerais criadas pela legislação ou pelo costume. Dessa forma, a constituição também pode instituir como fato produtor de direito um determinado fato consuetudinário. Para o autor, o fato consuetudinário caracteriza-se pela circunstância de os indivíduos pertencentes à comunidade jurídica conduzirem-se por forma sempre idêntica sob certas e determinadas circunstâncias, da conduta ser repetida por um período longo, resultando no surgimento do costume, uma vontade coletiva de que valem os indivíduos para se conduzirem.
No entanto, pela própria crítica que faz ao direito natural, nas ciências humanas não podem ser erigidas normas que tenham como fundamento certa regularidade da conduta do homem, já que esta regularidade não existe e mesmo que a resposta fosse positiva, não é possível mensurá-la e avaliá-la de maneira objetiva. A regularidade somente ocorre em um tempo preciso e em um local determinado, constituindo o costume de uma dada sociedade. Porém, os costumes são muito variáveis no espaço e no tempo.
Contudo, vale ressaltar que mesmo sendo possível vislumbrar na conduta humana alguma regularidade, desse fato do ser não poderia ser derivada uma norma, ou seja, um dever-ser, já que o valor não é imanente à realidade. Deste modo, o sentido subjetivo do fato consuetudinário somente pode ser pensado como norma jurídica válida se for inserido na constituição como fato produtor de normas jurídicas. Esta concepção e caracterização do costume decorre da noção de validade para Kelsen, que não está ligada a uma conformidade com elementos de natureza ética ou metafísica, mas vincula-se a um procedimento específico de produção de normas, significando obrigatoriedade.
De acordo com a própria explicação de Kelsen, uma norma não somente pode, pois, ser criada por um ato de vontade, dirigido conscientemente para a sua produção, como também pelo costume, ou seja, pode ser produzida pelo fato de que seres humanos costumam conduzir-se efetivamente de determinada maneira. Assim, de uma forma ou de outra, por ato de fixação ou pelo costume, a norma entra em validade. Validade é a específica existência da norma, que precisa ser distinguida da existência de fatos naturais, e especialmente da existência dos fatos pelos quais ela é produzida.
O direito consuetudinário apenas pode ser aplicado pelo órgãos aplicadores do direito quando estes órgãos sejam considerados competentes para tal. No entanto, se o costume qualifica não é instituído como fato produtor de direito em seu sentido positivo, é preciso pressupor que a instituição do costume como fato produtor de direito já se operou na forma fundamental como constituição em sentido lógico-jurídico. É necessário pressupor-se uma norma fundamental que institua como fato produtor de direito não só o fato legislativo como também o fato do costume qualificado.
A constituição de uma comunidade jurídica pode surgir pela forma consuetudinária, deste modo, o costume é um fato produtor de direito, mas, esta pressuposição apenas pode ser a norma fundamental, ou seja, a constituição em sentido lógico-formal. Nesse sentido, o direito legislado e o direito consuetudinário revogam-se um ao outro.

## Sanção e o direito como ordem social coativa
A Teoria Pura do Direito rejeita que a justiça seja a característica distintiva do direito em relação a outras ordens coercitivas em razão do caráter relativo do juízo de valor segundo o qual uma ordem social pode ser considerada justa ou injusta. Para ela, o fato de o conteúdo de uma ordem coercitiva eficaz ser julgado como injusto não é um fundamento para não considerar como válida essa ordem coercitiva.
Diferentemente, a visão kelseniana acerca do direito elege o conceito de sanção como central para a definição do fenômeno jurídico. Segundo o autor, o direito é uma ordem normativa social, que regula a conduta humana em relação a outras pessoas e que pode prescrever ou proibir condutas. A conduta oposta àquela normativamente prescrita pressupõe uma sanção, uma punição para o agente que se comporta contrariamente aos interesses da comunidade jurídica.
Como conseqüência de uma situação de fato considerada socialmente prejudicial, as sanções devem ser executadas mesmo contra a vontade da pessoa atingida e, em caso de resistência, mediante o emprego da força física. As sanções são, portanto, socialmente organizadas. Há um monopólio da coação por parte da comunidade jurídica, que a emprega de forma centralizada por meio de seus órgãos (tribunais e autoridades executivas), o que termina por restringir a autodefesa.
Embora Kelsen identifique que o elemento "coação" é o que distingue o direito de toda e qualquer outra ordem social, ele admite a existência de normas especiais, que não preveem sanções - as normas derrogatórias de outras normas, as normas que conferem competência (poder jurídico a um indivíduo para produzir novas normas) e as normas interpretativas - mas que, de qualquer forma, estão ligadas às normas típicas que prescrevem condutas e preveem sanções. O direito poderia ser, portanto, definido como uma ordem social coativa e o Estado como uma ordem de coação centralizadora e limitada no seu domínio territorial. Se uma ordem de coação é ilimitada no seu domínio territorial, e dentro desse território, é de tal maneira eficaz que exclui toda e qualquer outra ordem de coação, ela pode ser considerada uma ordem jurídica, e a comunidade que ela constitui, um "Estado".
O autor concebe o ordenamento jurídico como um sistema jurídico que regula toda e qualquer conduta humana seja de forma positiva, seja de forma negativa: "uma conduta que não é juridicamente proibida é – neste sentido negativo – juridicamente permitida".

## Conceito de pessoa
Segundo a Teoria de Kelsen as condutas individuais das pessoas só têm relevância jurídica na medida em que interferem de alguma maneira com o sistema normativo, seja ao produzir atos que se atribuem ao sistema jurídico (como o legislador, o juiz e o administrador), seja ao se envolver em conflitos que serão submetido à apreciação deste sistema.
Em termos jurídicos, a pessoa é considerada um sujeito de "imputação" de normas: suas ações são consideradas válidas apenas na medida em que o sistema legal o permite. Em última análise, o Estado e o direito é que criam a personalidade, assim entendida como a capacidade jurídica das pessoas.

## Fundamento de validade do sistema jurídico: a "norma fundamental"
Kelsen concebe o ordenamento jurídico como um sistema hierárquico de normas em que a validade de uma norma pode ser verificada em função da sua conformidade com uma norma hierarquicamente superior. Este sistema de normas hierarquicamente divididas entre superiores e inferiores é chamado de stufenbau na teoria do Direito. O sistema positivista não comporta o reconhecimento de uma lei moral objetiva ou de uma lei natural como critério de validade da norma positiva, nem indaga da justiça ou injustiça das leis. Se a norma está de acordo com a norma superior hierárquica numa cadeia sucessória ou piramidal, ela é válida. Qualquer referencial externo ao sistema jurídico é rejeitado.
A última norma desta estrutura hierárquica, no entanto, não poderia ter sua validade verificada em função de uma norma superior. Kelsen chama esta norma superior máxima de "norma fundamental", a qual constitui o fundamento de validade de todo o sistema jurídico:
Esta norma deveria ser pressuposta, e não extrairia sua validade ou legitimidade senão exclusivamente da força e do poder de império do Estado. No âmbito de uma teoria pura, a justiça e a legitimidade desta norma mais alta não é discutida pelo autor, basta que ela exista e se imponha para que exista um sistema jurídico.
A norma fundamental estabeleceria como as leis devem ser feitas e por quem. O Estado se constitui assim em um sistema de normas estruturadas logicamente a partir de uma norma superior, simplesmente imposta e garantida por um sistema eficaz de sanções.
Uma vez definido o Estado como fonte última e única do direito, nada pode dizer-lhe o que deve proibir ou permitir, salvo sua própria definição normativa. Se um movimento revolucionário derroga a forma de Estado vigente e impõe uma nova, na medida em que esta consegue consolidar-se e reger no tempo, essa seria a definição normativa vigente, o novo direito.
Entretanto, por mais que a norma hipotética fundamental fosse um dos pontos centrais da Teoria Pura do Direito, Kelsen posteriormente a rejeitou como uma ficção jurídica, com base no fundamento de que toda norma pode somente ser o fruto de um ato de vontade e de que a norma hipotética fundamental seria, portanto, uma norma fictícia para um ato de vontade fictício. Kelsen dedica o primeiro item do Capítulo 59 de suaTeoria Geral das Normas para apontar os problemas da norma fundamental e as razões que a refutam, apontando que ela é autocontraditória

## Interpretação jurídica
A Teoria Pura do Direito fornece, também, uma teoria da interpretação jurídica. Sustenta, basicamente que existem duas espécies de interpretação: a interpretação do direito pelo órgão que o aplica e a interpretação do direito pelo jurista.
Conforme sustenta a teoria pura, uma norma de escalão superior regula o ato pelo qual uma norma de escalão inferior deve ser produzida e aplicada pelos tribunais. Essa determinação, no entanto, nunca é completa, de modo que resta, sempre, uma margem de livre apreciação para o aplicador da lei. Assim, a norma do escalão superior tem sempre o caráter de uma moldura, a ser preenchida por este ato de produção ou execução normativa.
Esta indeterminação pode ser intencional ou não, por exemplo, quando o sentido verbal da norma não é unívoco, ou quando o texto discrepa da vontade da autoridade legislativa segundo o aplicador, ou ainda quando duas normas que pretendem valer simultaneamente se contradizem.
De todo modo, Kelsen visualiza o direito a ser aplicado aos casos concretos como uma moldura, dentro da qual existem várias possibilidades de aplicação, todas elas igualmente corretas do ponto de vista jurídico. A interpretação de uma lei não deve necessariamente conduzir a uma solução única como sendo a solução correta, mas a várias soluções que têm igual valor, embora apenas uma delas se torne, efetivamente, direito positivo no ato da aplicação da norma pelo juiz. Assim, dizer que uma sentença é fundada na lei significa apenas que a sentença positivou uma das normas individuais que poderiam ser produzidas dentro da moldura geral fixada pela lei.
O autor defende que a teoria usual da interpretação parte do pressuposto equivocado de que o órgão aplicador do direito apenas põe em ação o seu entendimento, a sua razão, para chegar à única resposta correta e justa, quando na verdade, ele utiliza a sua vontade para escolher entre as possibilidades. A questão de saber, entre as possibilidades de interpretação, qual seria a correta, é um problema de política do direito e não de teoria do direito, já que a produção do ato jurídico dentro da moldura da norma é livre e produz direito. A sentença judicial seria, assim, um ato de produção normativa que dá continuidade à normatização efetuada pelo legislador.
Já o papel do jurista ao interpretar o direito não seria outro senão o de estabelecer as possíveis significações de uma norma jurídica, sem tomar qualquer decisão entre as possibilidades. A decisão deve ser deixada ao órgão que, segundo a ordem jurídica, tem a competência para aplicar o direito. A noção de uma interpretação correta é, assim, considerada uma ficção de que se servem os juristas para consolidar o ideal de segurança jurídica, mas não uma verdade científica, apenas um juízo de valor.

## Críticas à obra
A Teoria Pura do Direito revolucionou o estudo do direito, e seu autor foi considerado um dos maiores juristas do século XX. Não obstante, sua teoria é alvo de severas críticas que apontam, em geral, para seu formalismo excessivo e consideram equivocada a tentativa de desvincular o estudo do direito da sociologia e da moral.
No prefácio à primeira edição da Teoria Pura do Direito, de 1934, o autor afirmando que sua teoria teria provocado forte oposição, "oposição feita com uma paixão quase sem exemplo na história da ciência jurídica". Para Kelsen, o principal motivo de tamanho combate à Teoria Pura do Direito não tem origem em motivações científicas, mas em motivações políticas, já que a desvinculação entre direito e política postulada pelo autor teria como consequência uma limitação da influência dos juristas na política. Com efeito, na visão de seu formulador a ideia de uma teoria pura do direito não comporta ideias políticas e torna impossível afirmar como ciência uma escolha política.
Kelsen critica seus opositores de construir uma falsa imagem da sua teoria pura, sem reconhecer a sua verdadeira essência, para criticá-la:
O positivismo jurídico, escola de pensamento jurídico de que a obra de Hans Kelsen é precursora, é criticado por diversas correntes da teoria do direito como o jusnaturalismo, que defende a existência de um direito natural paralelo ao direito posto, e o moralismo, que defende que direito e moral não podem ser dissociados.
Uma das mais frequentes críticas à teoria kelseniana questiona se o Estado antecede o direito ou o contrário. Nessa linha, Gustav Radbruch, professor da Universidade de  Heidelberg, sustenta que se o Estado tem o poder de determinar o que é justo e o que não é, com base apenas na vontade do legislador, qualquer agressão aos direitos humanos ficaria inteiramente justificada, já que prevista no ordenamento jurídico. Assim, o direito positivo se tornaria mera expressão da vontade do poder, isto é, da força social dominante.
O autor critica o formalismo da teoria de Kelsen, que deixa de lado a discussão sobre o conteúdo da norma e a questão da sua eventual justiça ou injustiça. Afirma que "há leis que não são direitos e há um direito acima das leis" e, ainda, que "quando nem sequer se aspira a realizar a justiça, quando na formulação do direito positivo se deixa de lado conscientemente a igualdade, que constitui o núcleo da justiça, então não estamos diante de uma lei que estabelece um ‘direito defeituoso’, mas o que ocorre é que estamos diante de um caso de ausência de Direito."
Segundo Radbruch, foi a visão exclusivamente positivo-formalista do direito que permitiu a ascensão do nazismo na Alemanha e as suas conseqüências. Após a Segunda Guerra Mundial em Cinco Minutos de Filosofia do Direito, publicado em 12 de setembro de 1945, em forma de circular dirigida aos estudantes da Universidade de Heidelberg diz: "Esta concepção da lei e sua validade, que chamamos Positivismo, foi a que deixou sem defesa o povo e os juristas contra as leis mais arbitrárias, mais cruéis e mais criminosas. Torna equivalentes, em última análise, o direito e a força, levando a crer que só onde estiver a segunda estará o primeiro".
A ideia de que a visão formalista sobre a validade e a interpretação do direito permitiria legitimar qualquer vontade política ganhou força após o fim do regime nazista, com o término da segunda guerra mundial, quando a maioria dos juristas alemães estava à procura de uma teoria do direito que condenasse a recente barbárie e evitasse a sua repetição. Trata-se, no entanto, conforme sustenta Dimitri Dimoulis, de um mito que merece ser destruído, já que existe uma clara diferença entre a abordagem do positivismo jurídico e a prática dos regimes ditatoriais do século XX, os quais pregavam a reinterpretação do direito com referência a valores nacionalistas e racistas enquanto rejeitavam frontalmente a visão positivista de segurança e formalidades jurídicas.
Para Dimoulis, quem critica o positivismo porque adota uma postura neutra, atribuindo a qualidade de "direito" a qualquer sistema de normas, sejam elas justas ou injustas, confunde os requisitos de validade da norma e os requisitos de validade do sistema. Os positivistas afirmam que qualquer norma pode vigorar desde que satisfaça os requisitos de validade estabelecidos pelo sistema. O sistema, por sua vez, deve ser socialmente eficaz, ou seja, respeitado pela população de maneira geral. Assim, se o direito nazista vigorou, não foi porque os positivistas constataram tal fato, mas porque a população alemã aderiu às previsões do direito nazista.